# Halle Saint Pierre
Halle Saint Pierre (Hala svatého Petra) je muzeum umění v Paříži. Nachází se v 18. obvodu v ulici Rue Ronsard v bývalé tržnici. Muzeum se věnuje modernímu umění – art brut, art singulier a art outsider.

## Historie
V roce 1995 Halle Saint Pierre otevřela první výstavu, na které představila art brut. Byla zde vystavena díla ze šesti muzeí, především z Lausanne.

## Činnost
La Halle Saint Pierre organizuje každoročně tři až čtyři hlavní výstavy, které doplňují další kulturní aktivity.
Galerie poskytuje každý měsíc nějakému umělcovi nebo skupině umělců zdarma prostor pro jejich prezentaci. Součástí Halle Saint Pierre je knihkupectví specializované na umění, především moderní umění. Od roku 1995 vydává francouzskou edici anglosaské revue Raw Vision.